# Elisabeth Büchle
Elisabeth Büchle (* 26. Juni 1969 in Trossingen, Baden-Württemberg) ist eine deutsche Autorin von  historischen und zeitgenössischen Romanen.

## Leben
Elisabeth Büchle wurde in Trossingen geboren und ist dort auch aufgewachsen. Nach ihrer Schulzeit absolvierte sie eine Ausbildung zur Bürokauffrau im Groß- und Einzelhandel, anschließend eine Ausbildung zur Altenpflegerin in Stuttgart-Möhringen. Nach ihrer Hochzeit 1992 lebte sie mit ihrem Mann und ihrer Familie in Korntal-Münchingen. Dort entdeckte sie ihre alte Leidenschaft des Schreibens wieder neu. Seit 2015 veröffentlicht sie zudem unter dem Pseudonym Noa C. Walker.
Neben Büchern schreibt sie Beiträge für Zeitschriften und Anthologien.

## Auszeichnungen und Preise
- Goldsommer – DeLiA-Literaturpreis für den schönsten Liebesroman 2012 (2. Platz)
- Der Klang des Pianos – Histokönig 2012 – Bester historischer Roman des Jahres 2012 auf Histocouch.de
- Sturmwolken am Horizont – Lovelybooks Leserpreis 2013 (3. Platz)
- Im Schatten der Vergangenheit – DELIA-Literaturpreis 2020 (Shortlist)
- Mehrere der Noa C. Walker – Romane (Pseudonym) waren in den Top 10 der BILD-Bestsellerliste

## Bücher
- Im Herzen die Freiheit, 2006
- Die Magd des Gutsherrn, 2007
- Wohin der Wind uns trägt, 2007
- Sehnsucht nach der fernen Heimat, 2008
- Das Mädchen aus Herrnhut (1), 2010
- Goldsommer, 2011
- Winterstürme, 2012
- Der Klang des Pianos, 2012
- Skarabäus und Schmetterling (2), 2015
- Unter dem Polarlicht, 2015
- Unter dem Sternenhimmel, 2016
- Sturm im Paradies, 2016
- Der Korsar und das Mädchen, 2017
- Mehr als nur ein Traum, 2018
- Der Sommer danach. Gerth Medien, Aßlar 2022, ISBN 978-3-95734-843-2.
- Die Erbin des Bernsteinzimmers. Gerth Medien, Aßlar 2023, ISBN  978-3-95734-966-8.

Trilogie: Die Meindorff-Saga
- Himmel über fremdem Land, 2013
- Sturmwolken am Horizont, 2013
- Hoffnung eines neuen Tages, 2014
- Skarabäus und Schmetterling, 2015
- Sturm im Paradies, 2016
- Der Korsar und das Mädchen, 2017
- Mehr als nur ein Traum, 2018
- Im Schatten der Vergangenheit, 2019
- Das Lächeln des Drachen (3), 2020
- LIV Neuanfang mit Hindernissen, 2021

Unter-dem-Reihe:
- Unter dem Polarlicht, 2015
- Unter dem Sternenhimmel, 2016
- Unter dem Mitternachtsmond, 2017
- Unter dem Abendstern, 2018

Liliensee-Reihe:
- Winterleuchten am Liliensee, 2020
- Frühlingsfunkeln am Liliensee, 2021
- Sommerglanz am Liliensee, 2023

Unter dem Pseudonym Noa C. Walker sind erschienen:
- Du, ich und die Farben des Lebens, 2015
- Der Duft von Nelken (Wieland-Familie), 2016
- Der Tanz unseres Lebens, 2017
- Die Farben meines Herzens, 2018
- Der Klang deiner Liebe, 2018
- Der Schatten eines Sommertags (Wieland-Familie), 2019
- Das Bild der Vergangenheit (Wieland-Familie), 2020

Amerikanische Übersetzung:
- You, Me, and the colors of life, 2015

Sonstiges:
- Kerzenschein und Plätzchenduft, 2007 (Kurzgeschichten zur Advents- und Weihnachtszeit; Hrsg. Inge Frantzen)
- Sternenglanz und Tannenduft, 2008 (Kurzgeschichten zur Advents- und Weihnachtszeit; Hrsg. Inge Frantzen)
- Wie ich 256(mal) Christ wurde, 2010 Jugendbuch (Anthologie, Hrsg. Verena Keil, Nicole Schol)
- Freude breitet sich aus 2011 Weihnachtsgeschichten (Anthologie, Hrsg. Monika Büchel)
- Grenzenlos geliebt 2011 (Anthologie, Hrsg. Ulrike Chuchra, Bianka Bleier)
- Auf dem Passionsweg der Osterfreude 2013 (Anthologie, Hrsg. Monika Büchel)
- Friede kehrt ein 2013 Weihnachtsgeschichten (Anthologie, Hrsg. Monika Büchel)

und weitere.